# Conjunt urbà del carrer del Marquès de Monistrol
El Conjunt urbà del carrer del Marquès de Monistrol és una obra de Sant Just Desvern (Baix Llobregat) protegida com a Bé Cultural d'Interès Local.

## Descripció
El carrer del marquès de Monistrol unia, superant un fort desnivell topogràfic, l'antic raval de la Creu o el primer tram del camí que anys a venir seria el carrer Bonavista, amb el camí de la Font, a l'alçada de l'actual plaça del Parador. Tancava d'aquesta manera una super illa compresa entre la plaça del Parador, carrer Anselm Clavé (abans darrer de la Sala), carrers Badó i Bonavista, essent l'illa de cases de majors dimensions del barri Vell.